# Borobudur Fossae
Le Borobudur Fossae sono una struttura geologica della superficie di Mercurio.